# Orde de l'Estrella de l'Índia
La Molt Eminent Orde de l'Estrella de l'Índia (anglès: The Most Exalted Order of the Star of India) és un orde de cavalleria fundat per la reina Victòria el 1861. L'orde inclou membres de tres classes:
- Gran Cavaller Comandant - Knight Grand Commander (GCSI)
- Cavaller Comandant - Knight Commander (KCSI)
- Company - Companion (CSI)

No hi ha hagut cap nomenament des de la independència de l'Índia el 1947.
El lema de l'orde és Heaven's light our guide (‘El Cel il·lumina la nostra guia’). L'Estrella, emblema de l'orde, apareixia a l'estendard del Governador General de l'Índia.
És l'orde superior associada amb l'Imperi Indi (l'orde inferior és el Molt Eminent Orde de l'Imperi Indi), i està situat al cinquè lloc dins del sistema honorífic britànic, després de l'Orde de la Lligacama, l'Orde del Card, l'Orde de Sant Patrici i l'Orde del Bany.

## Història
Va ser fundada per tal d'honorar els prínceps i cabdills indis, així com els oficials britànics que servissin a l'Índia per les serves virtuts, mèrits, contribucions i lleialtat al Raj. Un dels motius va ser preveient una crisi institucional, després de la Revolta de Sepoy (1857), motivada per una persistent manca de comunicació entre la Corona Britànica i els indis. Amb l'orde s'intentava crear un honor públic.
L'Orde de l'Imperi Indi, fundat el 1877, va intentar ser una versió menys exclusiva d'aquesta. Quan l'orde es va instaurar el 1861 només hi havia una classe (cavallers companys); però el 1866 es va expandir a tres classes.
No s'han fet més nomenaments des de la independència de l'Índia, el 14 d'agost de 1947. L'últim membre de l'Orde fou la reina Elisabet II.

### Composició
El Sobirà de l'Orde és el sobirà britànic. A continuació vindria el Gran Mestre de l'orde, posició ocupada pel Governador General de l'Índia. Els antics Governadors Generals de l'Índia i altres alts oficials, així com aquells que van servir a l'India Office almenys durant 30 anys eren eligibles pel nomenament. Els governants dels principats indis també eren elegibles pel nomenament (alguns estats tenien tal importància que el seu governant gairebé sempre era nomenat Cavaller Gran Comandant, com els Nizams de Hyderabad, els Maharajas de Mysore, els Maharajas de Jammu i el Kashmir, els Maharajas de Baroda, els Maharajas de Gwalior, els Nawabs de Bhopal, els Maharajas d'Indore, els Maharajas d'Udaipur, els Maharajas de Cochin, els Maharajas de Travancore, els Maharajas de Jodhpur i els Maharajas de Cutch). L'Orde tenia 25 cavallers i un nombre incert de cavallers honorífics.
Va ser creada exclusivament pels homes; les dones com a tals no podien entrar a l'orde (llevat de les sobiranes), arribant-se a l'extrem que els estatuts de l'orde van haver de ser modificats per permetre l'admissió de la Reina Mary com a Gran Comandant el 1911

## Vestimenta i Insígnies

### Grans Ocasions
- La Capa: setí blau clar, amb rivets de seda blanca. Al costat esquerre hi ha una representació de l'Estrella. Només la porten els Cavallers de grau Gran Comandant.
- El Collar: d'or, compost per figures alternes de lotus indis, roses blanques i vermelles britàniques i branques de palmeres, amb una corona imperial al centre. Només el porten els Cavallers de grau Gran Comandant.

### Altres ocasions
- L'Estrella: Un Sol, amb 26 raigs llargs alternats amb 26 raigs més curts; és d'or i rodó pels cavallers Gran Comandant i platejat i amb 8 puntes pels Comandants. Al centre hi ha un anell en blau clar amb el lema de l'orde i al centre una estrella de 5 puntes (decorada amb diamants pels Gran Comandant)
- La Insígnia: De forma oval, amb l'efígie del sobirà, envoltada d'un anell blau clar amb el lema de l'orde. La medalla penja d'una estrella de 5 puntes, que pot estar decorada amb diamants segons la classe. Els Grans Comandants la llueixen en una banda blau cel amb un ribó blanc als costats, que penja de l'espatlla dreta i es lliga a l'esquerra de la cintura, i els membres Comandant i Company la llueixen penjant del coll.

A diferència de la resta d'ordes de cavalleria britànica, la insignia no incorpora cap creu, donat que seria un símbol inacceptable pels prínceps indis no-cristians nomenats a l'orde.

## Preferència i Privilegis

Bandera del Governador General de l'Índia

Els cavallers Gran Comandant i Comandant podien emprar el prefix "Sir" al seu nom, i les seves esposes, "Lady". Els Gran Comandant podien rebre un escut heràldic. Si ja en tenien, podien encerclar el seu escut amb el circlet (un anell amb el lema) i el collar de l'orde. Els cavallers Comandant i Company podien fer servir el circlet al seu escut, però no el collar. L'insignia de l'orde penjava del collar o del circlet.
La insignia de l'orde apareixia al centre de la bandera britànica, amb una corona al damunt:
- quan el Governador General de l'Índia arribaven a aigües índies entre 1855 i 1847
- per indicar la presència d'un Gobernador subordinat, un Tinent-Governador o el Cap Commisionat o un Oficial Polític.
- per la presència d'un polític resident al Golf Pèrsic.